# Polypedilum labeculosum
Polypedilum labeculosum är en tvåvingeart som först beskrevs av Mitchell 1908.  Polypedilum labeculosum ingår i släktet Polypedilum och familjen fjädermyggor. Inga underarter finns listade i Catalogue of Life.